# Skærmaks
Skærmaks (Setaria) er en slægt med ca. 50 arter der er udbredt i både de tempererede, de subtropiske og de tropiske egne, hvor de foretrækker ruderater og dyrket jord. Det er flerårige, urteagtige planter (typiske græsser) med en tueformet vækst og smalle, linjeformede blade.
Nogle arter dyrkes, specielt kolbehirse (s. italica) som er en vigtig fødevare i Østasien. Andre arter er invasive og betydende markukrudt mange steder i verden, bl.a. blågrøn skærmaks (s. pumila).
| Beskrevne arter |

- Faberskærmaks (Setaria faberi)
- Kolbehirse (Setaria italica)
  - Grøn skærmaks (Setaria italica subsp. viridis)
- Storakset skærmaks (Setaria macrostachya)
- Palmegræs (Setaria megaphylla)
- Palmebladet skærmaks (Setaria palmifolia)
- Slank skærmaks (Setaria parviflora)
- Blågrøn skærmaks (Setaria pumila)
- Kransskærmaks (Setaria verticillata)

| Andre arter |

| - Setaria acromelaena - Setaria adhaerens - Setaria appendiculata - Setaria australiensis - Setaria barbata - Setaria chapmanii - Setaria chondrachne - Setaria corrugata - Setaria faberi - Setaria fiebrigii - Setaria finita - Setaria globulifera - Setaria grisebachii - Setaria incrassata - Setaria intermedia - Setaria italica | - Setaria kagerensis - Setaria lachnea - Setaria leucopila - Setaria lindenbergiana - Setaria longiseta - Setaria macrochaeta - Setaria macrostachya - Setaria magna - Setaria megaphylla - Setaria mendocina - Setaria nigrirostris - Setaria palmifolia - Setaria paniculifera - Setaria parviflora - Setaria plicata - Setaria poiretiana | - Setaria pseudaristata - Setaria pumila - Setaria queenslandica - Setaria reverchonii - Setaria sagittifolia - Setaria scabrifolia - Setaria scheelei - Setaria setosa - Setaria sphacelata - Setaria tenax - Setaria vaginata - Setaria verticillata - Setaria verticilliformis - Setaria vulpiseta - Setaria welwitschii |